# Натали Сесеня
Натали Сесеня е испанска филмова и театрална актриса.

## Биография
Натали Сесеня е родена на 11 ноември 1967 г. Започва своята кариера съвсем млада, още като дете. Участва в детското предаване „Селия“. Започва да учи актьорско майсторство и се превръща в една от най-известните актриси в Испания. Тя играе ролята на Берта Ескобар в „Новите съседи“ от 2007 г. насам.

## Филмография
- Alegre ma non troppo (1990)
- Dile a Laura que la quiero (1994)
- Palace (1994)
- El día de la Bestia (1995)
- La Celestina (1996)
- La duquesa roja (1995)
- Airbag (1996)
- Dame algo (1996)
- Agujetas en el alma (1997)
- Atómica (1997)
- Matame mucho (1997)
- Casate conmigo Maribel (1998)
- Shacky carmine (1999)
- Todos menos la chica (1999)
- Carne de gallina (2000)
- Canícula (2000)
- Killer Housewives (2001)
- Lo mejor que le puede pasar a un cruasán (2003)
- El chocolate del loro (2004)